# 反竞争行为
反竞争行为是指为防止或减少市场竞争而做出的商业、政治或宗教行为。对商业惯例中某些反竞争行为的道德问题的争论在经济学和流行文化方面一直不断，例如布鲁斯·斯普林斯汀于2012年在欧洲的表演中唱称银行家是“贪婪的小偷”、“强盗贵族”。
雖然說內部競爭的效果通常是毀滅性的。研究指出內部競爭往往會演變成職場鬥爭，也會反過來對員工士氣和生產力造成負面影響，並造成工作壓力、職業倦怠等負面影響。甚而有看法認為特定情境下，內部競爭必然是惡性的，像是Tom DeMarco的《怠惰：超越倦怠、忙碌工作，及完全效率的神話》（Slack: Getting Past Burnout, Busywork, and the Myth of Total Efficiency）一書就有段話說「在知識組織中，沒有『良性』競爭這回事，所有的內部競爭都具毀滅性。我們的工作，在本質上是不能由單一個人獨力完成的，知識工作定義上就是合作性的。」（There is no such thing as "healthy" competition within a knowledge organization; all internal competition is destructive. The nature of our work is that it cannot be done by any single person in isolation. Knowledge work is by definition collaborative.）然而來自外部的競爭，可以是帶來好處的。研究指出，在面對企業彼此間存在競爭性的環境時，人們會變得更加樂於與同儕合作，並促進生產力，「高風險、高收益」的情境會讓人變得更加合作，這被認為是演化心理所致；

## 类型
反竞争行为可能包括：
- 傾銷：公司在亏损的局面下在竞争激烈的市场销售产品。尽管公司每次出售都会亏损，但公司希望迫使其他竞争对手退出市场，之后公司就可自由提高价格以获得更大利润。
- 獨佔交易：零售商或批发商按合同有义务仅向合约供应商采购。
- 固定价格（英语：Price fixing）：公司间串通制定价格，有效地废除自由市场。
- 拒绝交易（英语：Refusal to deal）：合伙拒绝特定供应商
- 市場劃分協議：两家公司达成协议，互不进入对方领地以减少竞争。
- 垄断限价（英语：Limit price）：垄断方设定一个阻止他方进入市场的售价。
- 搭售（英语：Tying (commerce)）：将非关联商品强制捆绑售卖。
- 转售价格维持（英语：Resale price maintenance）：不允许经销商自主设定价格。
- 宗教/少数群体主义：企业必须向社区中重要（通常为宗教）的集体上贡才能与该社区贸易。

也有批评认为包括：
- 吸收竞争对手或竞争技术（英语：Takeover）：强大的公司能有效地合作或吞并竞争对手。
- 政府补贴：使公司可以在不盈利情况下继续运作，使其获得竞争优势或有效阻止竞争
- 颁布行政法规：使低盈利企业无法承担公司需承担的高成本限制
- 贸易保护主义、关税和进口配额：使特定企业无法获得竞争力
- 专利滥用（英语：Patent misuse）和版权滥用（英语：Copyright misuse）：如欺诈性地获取专利、版权或其他形式的知识产权；或使用这种法律手段在不相关市场获得优势。
- 运用数字版权管理阻止物主转售用过的数字媒体，即便首次销售原则（英语：First sale doctrine）允许这样做。